# Portland Pattern Repository
Lloc web dedicat a la programació i creat per Ward Cunningham. El lloc inclou des de març de 1995 l'encara existent WikiWikiWeb, el primer wiki que hi ha hagut, actualment amb més de 30.000 pàgines. Actualment, el WikiWikiWeb segueix essent un lloc prominent on es discuteix sobre patrons i antipatrons.